# Bamenda
Bamenda lub Abakwa – czwarte pod względem wielkości miasto w Kamerunie, stolica Regionie Północno-Zachodnim i departamentu Mezam. Liczy około 419,4 tys. mieszkańców, głównie członków ludu Tikar. Jest położone na malowniczych wzgórzach.
Przez miasto przebiega droga krajowa nr 6. W mieście znajduje się lokalne lotnisko.
Ośrodek handlu, rzemiosła i przemysłu spożywczego.
W niewielkiej odległości na północ od Bamenda'y znajduje się długa na 367 km obwodnica przebiegająca przez najpiękniejsze góry Kamerunu. W pobliżu tej drogi mieści się góra Mount Oku (3000 m n.p.m.), rezerwat zwierzyny rzeki Kimbi, wodospady na rzece Mentchum, pałac wodza w Bafut i świątynia o kształcie piramidy w Akum, pałace w Mankon i Bali.
Bamenda jest silnym ośrodkiem politycznym - wywodzi się stąd największa opozycyjna partia polityczna - Social Democratic Front.
W przeszłości na terenie obecnego miasta lud Tikar opierał się najazdom otaczających go plemion. W XVIII wieku dołączył do sojuszu obronnego, utworzonego przez lud Mbum. W XIX wieku miasto znalazło się pod panowaniem niemieckim. Po pokonaniu Niemiec w I wojnie światowej Liga Narodów podzieliła niemiecką kolonię pomiędzy Wielką Brytanię i Francję. Zachodnia część Kamerunu z Bamendą została połączona z kolonią Nigeria, zaś wschodnia pozostała pod administracją francuską. W wyniku plebiscytu przeprowadzonego w 1961 część brytyjskiego Kamerunu została włączona do Nigerii, reszta zaś przyłączyła się do niepodległego Kamerunu. Ślady niemieckiej obecności są w mieście dostrzegalne do tej pory.